# Lo scaldino
Lo scaldino è un film del 1920, diretto da Augusto Genina e con protagonisti Alfonso Cassini e Kally Sambucini.

## Trama
Roma: in una squallida rivendita di sigari e giornali, accanto ad un altrettanto miserabile caffè-concerto, un vecchio edicolante soprannominato "Papa Re" vende la propria mercanzia, riscaldato, nelle fredde notti, solo da uno scaldino di terracotta che ogni sera gli porta la nipotina, sua unica parente. Un giorno lo scaldino gli cade di mano e va in mille pezzi. Quella stessa sera, aprendo il chioschetto, egli vi trova dentro, accoccolata, una donna con la figlioletta in braccio: è Rosalba Vignas, una canzonettista che è stata scacciata dal suo amante, Cesare il milanese, invaghitosi della più giovane collega Mignon. Nel chiosco Rosalba attende che il suo uomo esca dal caffè, mentre il vecchio edicolante prende in braccio la piccola per scaldarla e scaldarsi a sua volta. Quando il milanese lascia il locale, Rosalba gli spara e poi fugge. Papa Re, atterrito, rimane con la bambina addormentata fra le sue braccia.

## Produzione
Tratto dall'omonima novella di Luigi Pirandello, il film ottenne il visto censura numero 15501 il 1º novembre 1920.

## Critica

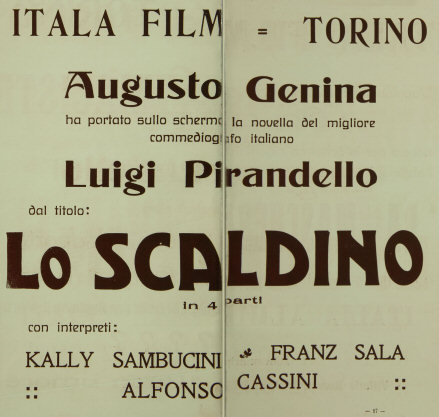
Flano cinematografico su una rivista dell'epoca

Guglielmo Giannini in Kines del 5 marzo 1921: «La novella di Pirandello è vecchia, l'argomento è trito; ma l'arte di Genina è riuscita a ringiovanire la novella e a rendere originale la trama. Sotto la sua direzione hanno recitato uomini e cose: e davvero può dirsi che, assieme agli attori, l'ambiente palpitava. Kally Sambucini non ci ha mai così profondamente commossi. Benissimo i suoi compagni, ottimo l'inarrivabile Cassini. La fotografia di Arata, luminosa e morbida. Conclusione: un film eccellente».

Arnaldo Frateili in L'Idea Nazionale del febbraio 1921: «Questo film, tratto da una novella di Luigi Pirandello, si è dibattuto per molti mesi nelle mani della Censura, che non sapeva decidersi a lasciargli prendere il volo. Pare che lo giudicasse pericolosamente immorale. Oggi che finalmente ne è stata permessa la proiezione, siamo corsi a vedere che cosa poteva aver fatto nascere dubbi così angosciosi nell'anima dei censori. E non abbiamo trovato, forse per una diversa valutazione delle cose, perché noi consideriamo assai più immorale, cioè più pericolosa per il pubblico di varia età e cultura che frequenta i cinematografi, la rappresentazione sullo schermo di certe languide storie d'amore e di adulterio [...]. È certo che la novella di Pirandello, se trattata col cattivo gusto che distingue molta parte dei nostri metteurs-en-scène, avrebbe potuto riuscire l'inutile realizzazione scenica d'un qualunque fatto di cronaca. Ma Augusto Genina è indubbiamente un giovane di molta intelligenza e di raro buon gusto, ha una sensibilità artistica che guida naturalmente la sua perizia tecnica, osserva la vita non attraverso l'obiettivo della macchina da presa, cioè falsamente cinematografica, ma la vede quale essa è. [...] Gli attori di prima linea e quelli di sfondo agiscono come nella vita, con un'efficacia realistica in cui si sente la guida moderatrice d'una direzione vigile e sicura. La fotografia è sempre assai bella».